# Глинн, Алан
Алан Глинн (англ. Alan Glynn, род. 1960[…], Дублин) — ирландский писатель. Изучал английскую литературу в Тринити-Колледже, Дублин. Алан работал в журнальном издательстве в Нью-Йорке, США и учителем английского языка в Вероне, Италия. Женат, сейчас живёт в Дублине.
Его дебютный роман «Области тьмы» послужил основой вышедшего на экраны в 2011 году одноименного триллера в постановке Нила Бергера, прославившегося фильмом «Области тьмы», а главные роли исполнили Роберт Де Ниро, Брэдли Купер и Эбби Корниш.
И если действие «Областей тьмы» происходило в Нью-Йорке, где Глинн работал несколько лет в журнальном бизнесе, то в «Корпорации Винтерленд» он вернулся в родной Дублин, с удивительной прозорливостью предсказав скорый конец недавнему экономическому буму, что мы сейчас и наблюдаем.

## Титулы, награды и премии
В 2011 году The Irish Book Awards (ежегодная ирландская литературная премия), вручила автору премию за новый роман «Bloodland», в категории «Криминальная Беллетристика».

## Экранизации
Первый роман, «Области тьмы» (англ. «The Dark Fields»), был экранизирован в 2011 году режиссёром Нилом Бёргером под названием «Limitless» (рус. «Безграничный»), но в российском прокате фильм сохранил книжное название «Области тьмы». Главную роль исполнил голливудский актер Брэдли Купер (англ. Bradley Cooper).
Идея и сюжет романа «Области тьмы» очень похожи на сюжет и идею рассказа «Пробужденье» написанного в 1969 году советским писателем-фантастом Севером Гансовским.